# Ramon Fernandez (écrivain)
Pour les articles homonymes, voir Ramon Fernandez et Fernández.
Ramón María Gabriel Adeodato Fernández, né le 18 mars 1894 à Paris 17e et mort d'une embolie le 3 août 1944 à Paris 6e, est un écrivain, journaliste et critique français, né d'un père mexicain et d'une mère française. Dans l’entre-deux-guerres, il est militant communiste puis devient collaborationniste.

## Biographie

### Famille
Ramón María Gabriel Fernández Gabrié est le fils de Ramón Fernández de Arteaga, diplômé mexicain des Arts et Métiers, puis diplomate à l'ambassade du Mexique à Paris, mort accidentellement en 1905 – la même année que son propre père, Ramón Fernández (né en 1833 et mort en 1905), un jeune médecin promu capitaine de cavalerie, puis nommé gouverneur du district de Mexico –, et de Jeanne Gabrié, fille du poète toulonnais Alfred Gabrié.
Il obtient la nationalité française en 1919 et se marie avec Liliane Chomette (1901-1985), ancienne élève de l'École normale supérieure de jeunes filles, professeur de lettres.

Il est le père de l'académicien Dominique Fernandez, qui lui a consacré un livre où il s'interroge sur « sa destinée, qui reste en partie énigmatique ». Dominique Fernandez ajoute : 

« Je cherche à m’expliquer, en me mettant moi-même en scène, comment cet homme, un des plus brillants intellectuels de son temps, a pu être socialiste à 31 ans (1925), critique littéraire d’un journal de gauche à 38 ans (1932), communiste à 40 ans (1934), fasciste à 43 ans (1937), enfin collabo à 46 ans (1940). »

Ayant entretenu une liaison avec la pianiste Youra Guller, Ramon Fernandez divorce en 1939. Ses enfants, Dominique et Irène, qui vivent dès lors avec leur mère, ne connaîtront que peu leur père. Ramon Fernandez se remarie alors avec Betty Bouwens (petite-fille de l'architecte William Bouwens van der Boijen). Durant la guerre, il vivra avec elle, louant à Marguerite Duras un appartement dans l'immeuble du 5 de la rue Saint-Benoît, où collaborationnistes et résistants se croisent. Le couple Fernandez est dépeint dans L'Amant de Marguerite Duras.

### Carrière
Ramon Fernandez écrit entre autres dans La Nouvelle revue française, et est alors considéré comme un des grands critiques français. Il se fait connaître dans les années 1930 pour son œuvre littéraire Le Pari qui obtient le prix Femina en 1932. Mais il est principalement un essayiste, ayant publié de nombreux essais sur Proust, Balzac, Molière et divers autres écrivains. Il publie alors de nombreux articles pour diverses revues littéraires et culturelles.
Il est considéré alors comme un grand écrivain socialiste. En 1934, il se situe lui-même politiquement entre le parti communiste et la SFIO, se réclamant du marxisme mais non du communisme. Il participe, entre autres, à la création du journal intellectuel Marianne, dans lequel il publiera des critiques sur presque tous les ouvrages importants qui paraissent dans cette période. C’est lui qui communique à la NRF l’appel de création du Comité de vigilance des intellectuels antifascistes.
Mais durant la période du Front populaire, cet intellectuel de gauche qui confesse « une préférence pour les trains qui avancent », suit la même voie que Doriot, et adhère au Parti populaire français en 1937. Il entre d'abord dans les sphères culturelles du parti et en devient un membre important en animant le Cercle populaire français, issu de ce parti. Il accède même au bureau politique du PPF et fera une interview dudit Doriot, en uniforme allemand juste avant le départ de celui-ci pour le front russe.
Pendant l'Occupation il collabore à La Gerbe du pro-hitlérien Alphonse de Châteaubriant et écrit dans la Nouvelle revue française, devenue collaborationniste sous la direction de Pierre Drieu la Rochelle. Suivant le PPF, Ramon Fernandez participe à l'effort de collaboration avec l'Allemagne nazie de la France sous l'Occupation. Il soutient, comme beaucoup de doriotistes, que « sans l'Allemagne, l'Europe serait bolchévique ». En 1941, il est la tête de file d'un groupe de sept écrivains français qui rencontrent Joseph Goebbels, le ministre de la Culture allemand, au Congrès de Weimar, la ville de Goethe, aux côtés de Jacques Chardonne, Marcel Jouhandeau, Pierre Drieu la Rochelle, Robert Brasillach, André Fraigneau et Abel Bonnard. Ce congrès avait pour but de définir l'univers littéraire et culturel de la nouvelle Europe. Le voyage est organisé par le lieutenant Gerhard Heller. À leur retour, ces écrivains publient dans leurs revues respectives des hommages vibrants à Goebbels. Heller, alors chargé de la propagande, est l'âme de la Propaganda Staffel, organisme nazi ayant pour mission de superviser toute la communication et de contrôler l'édition papier, c'est-à-dire de définir les « bons » éditeurs, de lire les manuscrits et de surveiller la répartition du papier au travers du COIACL. Ramon Fernandez fait partie des écrivains accrédités par cet organisme pour effectuer le travail de relecture.
Malgré son rôle de censeur, il écrira en 1943 un essai de critique littéraire sur Proust qui démontre l'antagonisme existant entre son œuvre littéraire et son engagement politique. La même année, il publie, coup sur coup, des essais sur Balzac et Barrès, ainsi qu'un recueil de ses chroniques publiées dans la Nouvelle revue française : Itinéraire français, autres témoins de cette ambivalence. En juillet de la même année, les autorités allemandes suggèrent à Gaston Gallimard de prendre Ramon Fernandez comme directeur de La Nouvelle revue française, à la suite de la démission de Pierre Drieu la Rochelle.
Ces activités ne l'empêchent pas de fréquenter dans le Paris de l'Occupation des écrivains affichant d'autres opinions politiques, comme Marguerite Duras (qui fera de sa seconde épouse, Betty Bouwens, un personnage de son livre L'Amant) et les deux écrivains seront amis. Il fait aussi un éloge funèbre d’Henri Bergson qui entraîne sa rupture avec Céline. De plus, il n’écrit pas contre les Juifs pendant la guerre et a à cœur, selon son fils, de monter dans la voiture de queue du métro, alors imposée aux Juifs.
Le 2 août 1944, peu avant la Libération de Paris, il succombe à une crise cardiaque, alors qu'il est malade d'un cancer. Selon les notes de Marguerite Duras, la cause du décès serait le cancer même. D'autres biographies donnent des raisons plus polémiques de la mort, telles qu'un suicide ou une intoxication due à l'alcool. Ses obsèques se déroulent à Saint-Germain-des-Prés, avec les honneurs, dans un Paris encore occupé, en présence de la fine fleur des collaborationnistes, mais aussi de quelques résistants ou opposants politiques demeurés proches de lui. Sa disparition prématurée lui permet probablement d'échapper à l'épuration qui suit la Libération, à la différence de sa seconde épouse, qui est « tondue » en 1945.

### Postérité
Comme l'assurent son fils Dominique Fernandez dans ses livres et dans son discours de réception à l'Académie française, et l'académicien Pierre-Jean Rémy dans son discours de réponse, Ramon Fernandez est tombé dans l'oubli. L'auteur est aujourd'hui occulté en raison de son passé doriotiste et collaborationniste ; on ne voit apparaître que peu d'informations sur lui dans les dictionnaires de littérature. Mais la biographie que lui a consacrée Dominique Fernandez révèle les différentes facettes de l'écrivain. Certaines de ses œuvres sont toujours considérées comme d'un grand intérêt, notamment ses essais sur Molière, Balzac et Proust.[réf. nécessaire]

## Ouvrages

### Essais
- Messages, Première série, recueil de critique philosophique, Paris, Editions De La Nouvelle Revue Française, 1926 ; nouvelle édition par Bernard Grasset en 1981 sous le titre Messages (première série diminuée et ajout d'une seconde série composée de chroniques de 1929 à 1943) avec une préface de Jérôme Garcin, réédité dans la coll. « Les Cahiers rouges », Paris, Grasset, 2009  (ISBN 9782246248125)
- De la personnalité, éd. du Sans Pareil, 1928[20]
- La Vie de Molière, coll. « Vies des hommes illustres », Paris, Gallimard, 1929 ; réédité sous le titre Molière ou l'essence du génie comique en 2000 aux éd. Grasset, Paris  (ISBN 9782246075325)
- André Gide, L'évolution de l'œuvre. Les valeurs gidiennes., Éditions Corrêa, 1931
- Moralisme et Littérature, Éditions Corrêa, 1932
- L'Homme est-il humain ?, Paris, Gallimard, coll. Blanche, 1936  (ISBN 2070223760)
- Balzac ou l'envers de la création romanesque, 1943, réédité en 1980 aux éd. Grasset, Paris  (ISBN 9782246008927)
- À la gloire de Proust ou Proust ou la généalogie du roman moderne, Éditions de la Nouvelle Revue Critique, 1943 ; réédité par les éditions Grasset sous le titre Proust, coll. « Les Cahiers rouges », 2009  (ISBN 9782246075226)
- Sur Maurice Barrès, Paris, Éditions du Livre Moderne, coll. d'Histoire et de Critique, 244 p., 1943
- Itinéraire français, éditions du Pavois, 1943
- Newman, la certitude dans la nuit, Ad Solem, 2010[21]

### Romans
- Le Pari, Paris, Gallimard, 1932  (ISBN 2070223744) Prix Femina 1932.
- Les Violents, Paris, Gallimard, 1935  (ISBN 2070223752)
- Philippe Sauveur, Paris, Grasset et Fasquelle, 2012  (ISBN 978-2-246-79694-7)